# Fernando Alba Álvarez
Fernando Alba Álvarez es un escultor español, nacido en La Folguerosa, aldea perteneciente al municipio de Salas, Asturias, en el año 1944.
Inicia su formación muy influido por la amistad que lo unía al pintor valenciano afincado en Asturias Jorge Martínez Jordán, con quien aprendió dibujo y modelado del natural. También se matriculó y formó artísticamente en la Escuela de Artes y Oficios de Oviedo y, más tarde,  en el Círculo de Bellas Artes de Madrid.
Su primera exposición individual es de 1966, en la galería Benedet de Oviedo, y en 1991 se celebró una exposición antológica en el Museo Juan Barjola de Gijón. Entre tanto, en 1971, funda el grupo “Astur 71” con la ayuda y participación de otros escultores como Mariano Navascués, Manuel Arenas y Mariantonia Salomé, así como el pintor Alejandro Mieres.
Como escultor ha trabajado con cualquier material, desde la madera, el barro, el hierro, el bronce o con cualquier objeto encontrado o buscado, con el cual crear una forma que exprese un sentimiento, una idea.
Actualmente  Fernando Alba se dedica tanto a su propia actividad artística, como a su labor como docente en la Escuela de Artes y Oficios de Oviedo.

## Actividad artística

### Exposiciones individuales
- 1966. 
  - Galería Benedet, Oviedo.[1]
  - Casa de Cultura de Avilés.[1]
- 1967. 
  - Caja de Ahorros de Asturias, Oviedo.[1]
  - Casa de Cultura de Avilés.[1]
- 1968. 
  - Tapicerías Gancedo, Madrid.[1]
- 1979. 
  - Galería Tassili, Oviedo.[1]
- 1981. 
  - Galería Juan Gris, Oviedo.[1]
  - Casa de Cultura de Avilés.[1]
- 1989. 
  - Universidad Popular, Gijón.[1]
  - Sala de Encuentros de la Casa de Nava de Gijón.[1]
- 1991. 
  - Museo Barjola, Gijón.[1]
  - Sala Principado de Asturias, Madrid.[1]

### Exposiciones colectivas
- 1966.
  - Pintores y Escultores de la Galería Benedet", Oviedo.[1]
- 1967.
  - Exposiciones Nacionales, Palacio del Retiro, Madrid.[1]
- 1968.
  - Exposiciones Nacionales, Palacio del Retiro, Madrid.[1]
- 1971.
  - Galería Tassili, Oviedo (con el Grupo Astur 71).[1]
  - II Bienal Internacional de Escultura, Museo San Termo, San Sebastián.[1]
- 1973.
  - Galería Tassili, Oviedo.[1]
- 1974.
  - "Maestros Asturianos", Galería de Luis, Madrid.[1]
  - "Mostra D´Art Realitat, Barcelona.[1]
  - "Arte en Asturias", Avilés, Mieres, Oviedo y Lugo.[1]
- 1975.
  - Galería Atalaya, Gijón.[1]
  - "Primer Concurso Internacional de Escultura Autopistas del Mediterráneo", Galería Nártex, Barcelona y Galería Horizonte, Madrid.[1]
  - "Cinco artista asturianos", Sala Provincial, León.[1]
  - "Artistas Asturianos en Vegadeo", XII Feria de Muestras de Vegadeo, Asturias.[1]
- 1976.
  - "Cinco artistas asturianos", Galería Vicent, Gijón.[1]
  - "Arte en Vegadeo", Vegadeo, Asturias.[1]
  - "Asociación de artistas asturianos", Galería Tantra, Gijón.[1]
- 1977.
  - Galería Maese Nicolás, León.[1]
  - "Asociación de artistas asturianos", Galería Tantra, Gijón.[1]
  - "Doce pintores asturianos", Lérida.[1]
- 1979.
  - "Cinco artistas asturianos", Pabellón de la Caja de Ahorros, Feria de Muestras de Asturias, Gijón.[1]
  - II Bienal Nacional de Arte Ciudad de Oviedo, Museo de Bellas Artes de Asturias, Oviedo.[1]
- 1980.
  - "Siete artistas españoles", Galería Bárbara Walte, Nueva York.[1]
  - "Pintores y Escultores Españoles por los Derechos Humanos", Galería Tiépolo, Madrid.[1]
  - "Exposición Premio Cáceres de Escultura", Antiguo convento de San Francisco, Cáceres.[1]
  - Exposición homenaje de Artistas Españoles e Iberoamericanos a Guinea Ecuatorial, Sala de Arte Feria del Campo, Madrid.[1]
- 1981.
  - Exposición de Escultura "Premio Cáceres", Cáceres.[1]
  - "Panorama del Arte Asturiano", Círculo de Bellas Artes, Madrid.[1]
- 1982.
  - "Muestras. Pintores y Escultores asturianos", Museo Casa Natal de Jovellanos, Gijón.[1]
  - III Bienal Nacional de Arte Ciudad de Oviedo, Museo de Bellas Artes de Asturias, Oviedo.[1]
- 1983.
  - "Arte asturiano de hoy", Museo Municipal, Madrid.[1]
  - "Exposición Homenaje a D. Pedro Caravia", Casa de Ahorros de Asturias, Oviedo.[1]
- 1985.
  - "El Árbol", Fundación Museo Evaristo Valle, Gijón.[1]
  - "Pintores y Escultores por la Paz", Museo de Bellas Artes de Asturias, Oviedo.[1]
- 1986.
  - VIII Bienal Nacional de Arte Ciudad de Oviedo, Museo de Bellas Artes de Asturias, Oviedo.[1]
  - VIII Bienal Ciudad de Zamora. Escultura Ibérica Contemporánea, Zamora.[1]
  - "Pintores y escultores asturianos", Cangas del Narcea.[1]
- 1987.
  - "Encuentros con el 50", Centro Cultural Campoamor, Oviedo.[1]
- 1988.
  - "Artistas Asturianos por la Paz", Centro Cultural Campoamor, Oviedo.[1]
  - "Formas en Cemento, Escultura en el mundo desde 1920 hasta hoy", Roma.[1]
- 1989.
  - Casa de Cultura, Llanes.[1]
  - Galería Munuza, Gijón.[1]
- 1990.
  - “Imagen real, imagen virtual", Jardines de la Fundación Evaristo Valle, Gijón.[1]
- 1992.
  - "Fragmentos, Actualidad del Arte en Asturias", Salas del Arenal, Exposición Universal de Sevilla.[1]
- 1995.
  - "Escultores de Cinco Décadas", (itinerante por Asturias.[1])
- 1996.
  - Galería Vértice, Oviedo.[1]
- 1997.
  - Galería Vértice, Oviedo.[1]
  - "Homenaje a Ángel González", Teatro Campoamor, Oviedo.[1]
- 2000.
  - "La Escultura en Norte", Salas, Asturias y Jardines de la Fundación Museo Evaristo Valle, Gijón.[1]
- 2001.
  - "Occidente próximo", (itinerante por Oviedo, Avilés, Mieres y La Caridad, Asturias).[1]
  - "Recordando los ochenta. Artistas contemporáneos asturianos en el Museo Evaristo Valle", Galería Espacio Líquido, Gijón.[1]
- 2002.
  - "Confluencias 2002", Edificio histórico de la Universidad de Oviedo.[1]
- 2003.
  - "La Escultura en Norte II", Salas y Malleza, Asturias.[1]
  - "De tal arte tal astilla", Museo Barjola, Gijón.[1]
  - "La Escultura en Norte II", Museo Evaristo Valle, Gijón.[1]
- 2004.
  - "Salvar al tejo milenario", Sala Monte de Piedad, Gijón.[1]
  - La industria en el arte", Centro municipal de arte y exposiciones de Avilés (CMAE), Avilés.[1]
- 2006.
  - "Extramuros 2006", Museo Antón, Candás, Asturias.[1]
- 2007.
  - "La escultura en Norte 4", Salas, Asturias.[1]
- 2009.
  - "Norte", Sala de Exposiciones del Banco Herrero, Oviedo, Asturias.[1]
- 2011.
  - "Vasos. 10 propuestas de cerámica artística en Asturias", Museo de Bellas Artes de Asturias, Oviedo, Asturias.[1]
  - "Motivo y motivación", Jardines del Museo Evaristo Valle, Gijón, Asturias (del 2 de octubre de 2011 al 29 de enero de 2012).[1]

### Obras Públicas
- Escultura de Hormigón, 1974, Autopistas del Mediterráneo, Barcelona.[1]
- Sin título, 1975, fachada del BBVA, Plaza del Carmen, Gijón.[1]
- Homenaje a Clarín, 1984, El Entrego.[1][2]
- Escultura Fosa Común, 1986, Cementerio de San Salvador, Oviedo.[1][2]
- Mural, 1987, Cangas de Narcea, Asturias.[1]
- Escultura en chapa de hierro (Ensacor), 1988, barrio de Ventanielles, Oviedo (retirada por el ayuntamiento).[1]
- Sombras de Luz, 1998, Mayán de Tierra, Casablanca, Gijón.[1][2]

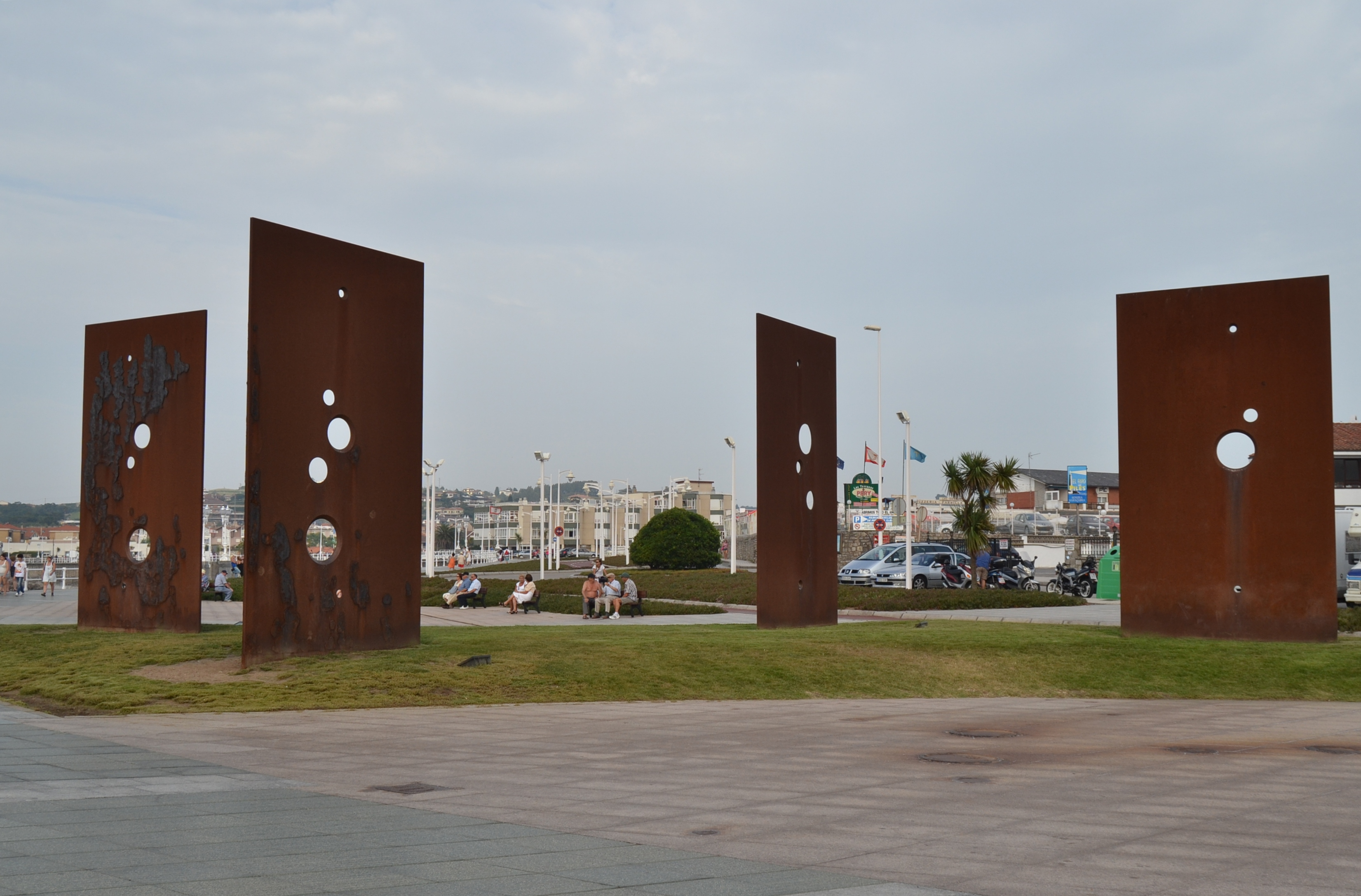
Sombras de Luz, en Gijón.

### Obras en Museos y otras Instituciones
- Puertas de madera de las Novedades, 1973, almacenes Las Novedades, Oviedo.[1]

### Premios y distinciones
- 1964.
  - Premio Nacional de Escultura.[1]
- 1971.
  - Premio Ateneo de Madrid.[1]
- 1974.
  - Premio "Primer concurso Internacional de Escultura Autopistas del Mediterráneo", Barcelona.[1]